# ACS Nano
ACS Nano — науковий журнал, який видає Американське хімічне товариство. Журнал виходить о 12 разів на рік. Публікуються статті, які стосуються хімічних, біологічних і фізичних аспектів нанонаук.
Імпакт-фактор у 2020 році склав 15,881. Згідно зі статистичними даними Web of Science, цей імпакт-фактор ставить журнал на 14-е місце зі 178 журналів у категорії «Мультидисциплінарна хімія»,  на 11-е місце серед 106 журналів у категорії «Нанонауки та технології» та на 21-е місце серед 106 журналів у категорії «Мультидисциплінарне матеріалознавство», 12-е місце зі 162 журналів у категорії «Фізична хімія».

## Напрямки діяльності
Основними напрямками діяльності ACS Nano є публікація статей присвячених синтезу, збірці, характеризації, теорії та моделюванню наноструктур, нанотехнологіям, нановиробництву, самозбірці, методології нанонауки та методології нанотехнологій. У фокусі також дослідження в галузі нанонауки та нанотехнологій, які охоплюють хімію, біологію, матеріалознавство, фізику та інженерію.